# The College Hero
The College Hero è un film del 1927 diretto da Walter Lang. 